# Enquête comprendre pour agir
Pour les articles homonymes, voir ECPA.
ECPA ou les enquêtes ECPA (pour Enquête comprendre pour agir) sont en France des enquêtes créées par le Comité interministériel à la sécurité routière (CISR) le 7 juillet 2004 et menées par une équipe pluridisciplinaire, à la suite d'un accident de la route mortel ou grave, ou à l’initiative du préfet,.

## Description
Les enquêtes ECPA créées par le CISR le 7 juillet 2004, remplacent depuis 2004 les enquêtes REAGIR (réagir pour les enquêtes sur les accidents graves et les initiatives pour y remédier) alors créée en 1982.
La finalité de ces enquêtes sont :
- mieux structurer l'action locale en matière de sécurité routière ;
- renforcer les partenariats avec les collectivités territoriales et la mobilisation des bénévoles.

Dès qu'un accident mortel ou grave survient, les forces de l'ordre lancent les enquêtes ECPA, ou à l’initiative du préfet. Elles sont menées sous la responsabilité du préfet de chaque département par une commission d'enquête pluridisciplinaire, dans un délai de deux mois.
Les enquêtes ne servent en aucun cas à déterminer les responsabilités, mais à comprendre les raisons de l’accident, puis à lister les facteurs possibles. Elles permettent notamment d'aider à établir les PDASR et les DGO, apporter des informations utiles aux responsables locaux, communiquer avec la population au sujet des causes d'accident, demander des études supplémentaires sur certains éléments détectés par les enquêtes et jugés utiles.

## Déroulement
Une enquête ECPA se déroule en 10 phases :
1. Découverte de l’accident ;
2. Organisation du travail ;
3. Recueil de données (BAAC) ;
4. Analyse des données ;
5. Formulation d’une hypothèse précise pour analyser le scénario de l’accident (sur le modèle précédemment mis en exergue par les EDA (Étude détaillée des accidents), menées par l’INRETS :
  - phase de conduite,
  - phase de rupture (ou d'accident),
  - Phase d'urgence,
  - phase de choc (et d'après-choc) ;
6. Confirmation de l’hypothèse après réflexion du groupe si on estime les données suffisantes ;
7. Observation du scénario probable qui permet de lister les facteurs ;
8. Formulation de propositions en termes d’objectifs pour éviter qu’un tel accident ne se reproduise ;
9. Rédaction d’un pré-rapport transmis à un collège technique (groupe d’IDSR référents) ;
10. Pré-rapport validé par le collège technique : rapport transmis au préfet.

Le préfet doit décider des suites à donner. Il peut transmettre les rapports aux administrations de l'État et aux collectivités territoriales qui pourront diffuser les résultats.

## Enquêteurs
Les enquêtes REAGIR étaient mises en place et gérées par les IDSR (qui diffusaient également la culture de la sécurité routière et participaient au PDASR). Des enquêteurs ECPA ont été mis en place et mènent maintenant les enquêtes. Ils ont pour rôle de réaliser les enquêtes sur le terrain à propos des accidents de la route graves ou mortels et d'aider à la diffusion des résultats.
La commission d‘enquête, par définition pluridisciplinaire, est composée de professionnels de tous les métiers touchant de près ou de loin à la sécurité routière, la route, les accidents ou la santé. Elle est notamment composée par :
- un spécialiste de l'infrastructure routière ;
- un médecin ;
- un membre des forces de l‘ordre ;
- un expert automobile ;
- un spécialiste de la réalisation d‘entretiens avec des usagers ;
- un spécialiste concernant le domaine retenu comme critère prépondérant dans les enquêtes dans le département.

Un enquêteur est nommé par le préfet sur recrutement auprès des partenaires locaux ou sur démarche personnelle, sur une durée minimale de deux ans à raison d'un minimum de dix jours par an et correspondant à trois ou quatre enquêtes par an. Il suit une petite formation de trois jours à sa nomination.
Le préfet réunit au minimum une fois par an les enquêteurs afin de débattre sur le programme et les démarches et méthodes d'enquêtes.
L'action de l'enquêteur est :
- la récolte, l'analyse des données (véhicule, usager, infrastructure, alerte - secours - soins) ;
- la mise en place de rencontres et discussions entre toutes les personnes impliquées : victimes, passagers, témoins, secours, forces de l'ordre ;
- l'émission d'hypothèses et propositions sur le déroulement de l'accident ;
- l'identification et l'organisation des facteurs de l'accident.

En plus de la rédaction du rapport d'enquête, les enquêteurs doivent proposer des solutions pour agir (localement) et préciser à qui elles s'adressent.
La diffusion du travail effectué par les enquêteurs peut prendre plusieurs formes :
- réunion mise en place par la préfecture avec la participation des personnes visées par les rapports et les solutions proposées ;
- forums départementaux avec les enquêteurs ECPA et les IDSR ;
- diffusion des résultats dans et par le biais d'ECPA.